# 성경 우선
성경 우선(Prima scriptura)이란 정경 성경은 다른 어떤 신적계시보다도 첫번째이거나 우선이 된다는 기독교 교리이다. 이 견해는 정경 성경 이외에 성도들이 믿을 수 있으며, 그리고 어떻게 살아야 하는지에 대한 다른 안내가 있다는 것을 인정하는 것이다. 그런 안내들은 창조된 질서, 전통들, 은사들, 신비로운 직관, 천사방문, 양심, 상식, 전문가들의 견해들, 시대의 영들이나 기타 등이 있다. 성경 우선은 정경 성경에서 기원하지 않은 하나님의 의지나 하나님을 알고 이해하는 방법이 성경과 모순되지 않으면서 성경에 맞는다면 아마도 성경을 해석하는데 도움이 된다고 제안한다.

## 오직 성경
종교 개혁가들은 오직 성경을 주장하였다. 성경 우선과 대조적인 표현이다. 로마 카톨릭교회의 주장은 성경을 포함하여 그 이외에 전통과 공의회의 결정과 같은 것들도 함께 권위를 둔다. 성경 우선은 성경해석에 있어서도 성경 본문자체에 근거한 해석보다는 교황과 사제들 그리고 교회의 권위에 근거하여 해석을 강조하였다. 그러나 마르틴 루터와 츠빙글리는 오직 성경(sola scriptura)을 주장하였다. 즉 오직 성경만이 성경을 해석한다(scriptura sui ipsiu interpres)는 것이다. 성경이 교황과 교회보다도 더 권위가 있다고 말하였다. 반 종교개혁이라고 불리는 트렌트 회의(1546년)에서는 성경 뿐만 아니라 전통도 동등한 권위가 있음을 주장한다.

## 같이 보기
- 오직 성경
- 반종교개혁
- 트리엔트 공의회